# Васильев, Владимир Тимофеевич
Владимир Тимофеевич Васильев (15 июля 1883 — ?) — подполковник Российской императорской армии; участник Первой мировой войны, кавалер четырёх орденов (в том числе ордена Святого Георгия 4-й степени). После революции, служил в армии Белой армии.

## Биография
Родился 15 июля 1883 года. По вероисповеданию — православный. Окончил Гомельское техническое железнодорожное училище. В Российской императорской армии с 1 сентября 1904 года. В 1906 году окончил Тифлисское пехотное юнкерское училище. Из училища был выпущен в чине подпоручика, со старшинством с 24 марта 1906 года. Служил в Финляндском 6-м стрелковом полку, позже служил в Финляндском 7-м стрелковом полку. 22 апреля 1909 года получил старшинство в чине поручика. В 1912 году окончил Николаевскую военную академию по 1-му разряду. 22 апреля 1913 года получил старшинство в чине штабс-капитана. В течение одного года был командиром роты в Финляндском 7-м полку.
Участвовал в Первой мировой войне . 16 ноября 1914 года был переведён в Генеральный штаб и назначен старшим адъютантом штаба 77-й пехотной дивизии. По состоянию на 26 мая 1915 года находился в чине обер-офицера одного из армейских корпусов. 22 апреля 1915 года получил старшинство в чине капитана. С 14 июня 1915 года был исполняющим должность старшего адъютанта штаба 36-го армейского корпуса. С 21 апреля 1916 года был исполняющим должность штаб-офицера для поручений штаба 24-го армейского корпуса. По состоянию на 3 января 1917 года находился в той же должности. 2 апреля 1917 года получил чин подполковника. 10 ноября 1917 года был назначен начальником контрразведоватьного отделения отдела в штабе ген-кварта. 6-армии.
По состоянию на 15 июня 1919 года находился в составе Вооружённых сил Юга России.

## Награды
- Орден Святого Георгия 4-й степени (23 марта 1918)[1];
- Орден Святой Анны 3-й степени с мечами и бантом (26 мая 1915)[1];
- Орден Святого Станислава 2-й степени (26 декабря 1916)[1];
- Орден Святого Станислава 3-й степени (19 мая 1912)[1].